# Z 특공대
Z 특공대(Attack Force Z)는 오스트레일리아에서 제작된 팀 버스탤 감독의 1982년 전쟁 영화이다. 존 필립 로우 등이 주연으로 출연하였고 리 로빈슨 등이 제작에 참여하였다.

## 출연

### 주연
- 존 필립 로우
- 멜 깁슨
- 샘 닐

### 조연
- 크리스 헤이우드
- 네드 천
- 존 워터스
- 실비아 창
- Wang Yu

## 제작진
- 미술: 버나드 하이디스